# آنکوخاهوا (کوه)
آنکوخاهوا (به اسپانیایی: Ancojahua) یک کوه در پرو است که در Peru, Arequipa Region, Condesuyos Province, La Unión Province, Peru واقع شده‌است. آنکوخاهوا ۵٬۲۰۰ متر بالاتر از سطح دریا واقع شده‌است.